# Gare de Neuvy-Pailloux
Gare de Neuvy-Pailloux – przystanek kolejowy w Neuvy-Pailloux, w departamencie Indre, w Regionie Centralnym, we Francji.
Jest przystankiem kolejowym Société nationale des chemins de fer français (SNCF), obsługiwanym przez pociągi TER Centre.